# Rasmik Papikjan
Rasmik Papikjan (armenisch Ռազմիկ Պապիկյան; * 12. September 1999 in Jerewan) ist ein armenischer Ringer.

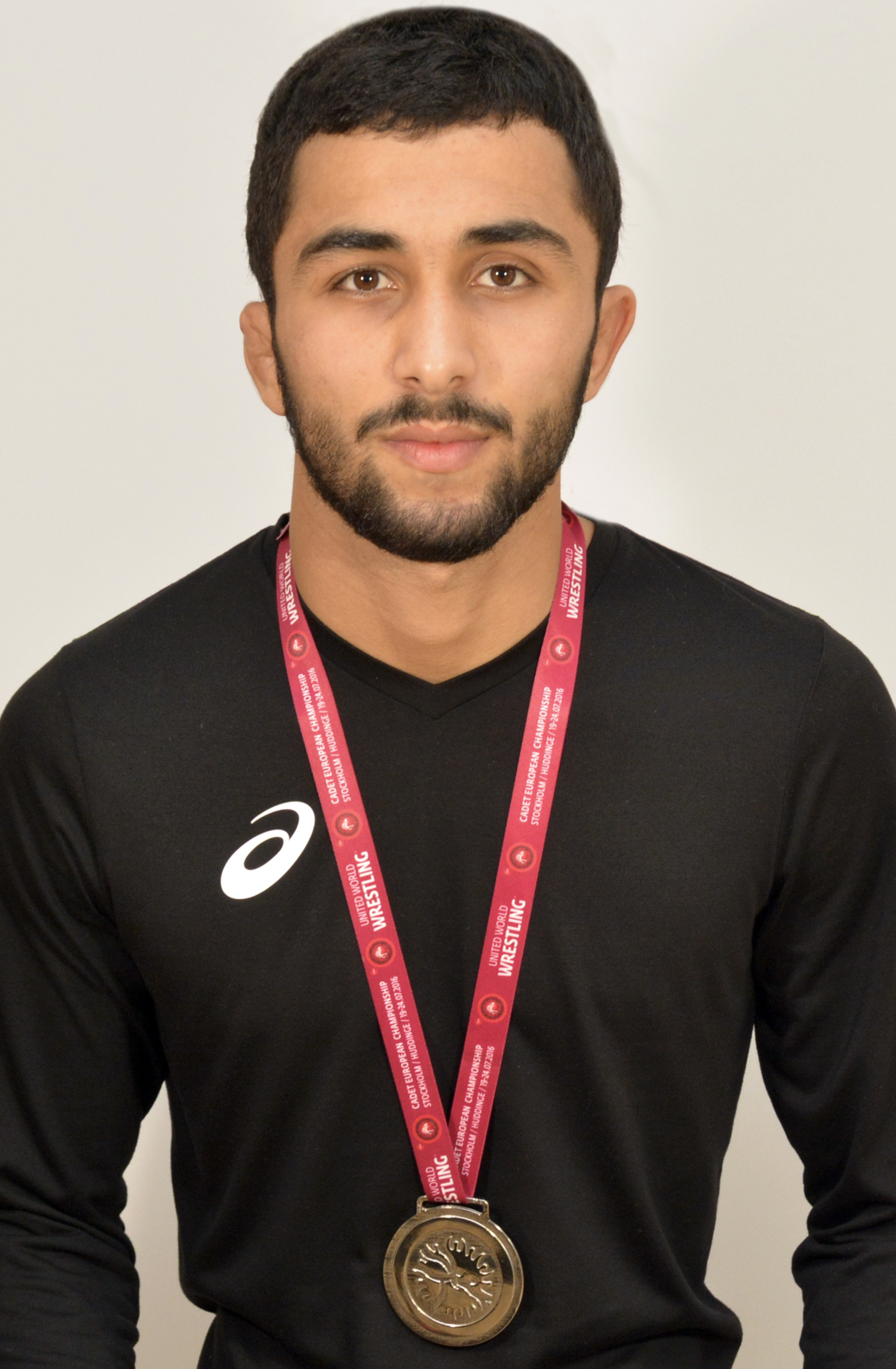
Rasmik Papikjan

## Werdegang
Razmik Papikyan erzielte 2016 sein erstes großes internationales Ergebnis in der 46-kg-Kategorie bei den U18-Wrestling-Europameisterschaften im schwedischen Stockholm.
Razmik Papikyan wurde auf Befehl des Präsidenten der Republik Armenien und des Ministers für Bildung und Wissenschaft der Titel eines Sportmeisters verliehen.
Im Jahr 2019, im Alter von 20 Jahren, wurde er der Champion der Republik Armenien in der Gewichtsklasse bis zu 61 kg.
Razmik hat mehrere große internationale Wettbewerbe gewonnen.
Er gewann die Wrestling-Meisterschaft 2020 der Republik Armenien in der Gewichtsklasse bis 61 kg.

## Palmarès
- Campione giovanile della Repubblica d'Armenia 2015-2016.[7]
- Medaglia d'argento agli Europei Under 18 2016.
- Campione nazionale assoluto 2019-2020.
- Medaglia d'oro alla 5ª Coppa del Mondo 2020.[8][9]